# Ramal F13 del Ferrocarril Belgrano
El Ramal F13 pertenecía al Ferrocarril General Belgrano, Argentina.

## Ubicación
Se hallaba en la provincia de Santa Fe dentro de los departamentos La Capital, Las Colonias y San Cristóbal.

## Características
Era un ramal secundario de la red de trocha angosta del Ferrocarril General Belgrano, cuya extensión es de 120 km entre Nelson y San Cristóbal. Fue abierto al tránsito en 1891 por el Ferrocarril Provincial de Santa Fe. Su clausura se produjo en 1961 durante el Plan Larkin.
El ramal entero se encuentra completamente desmantelado.